# Klimatizace

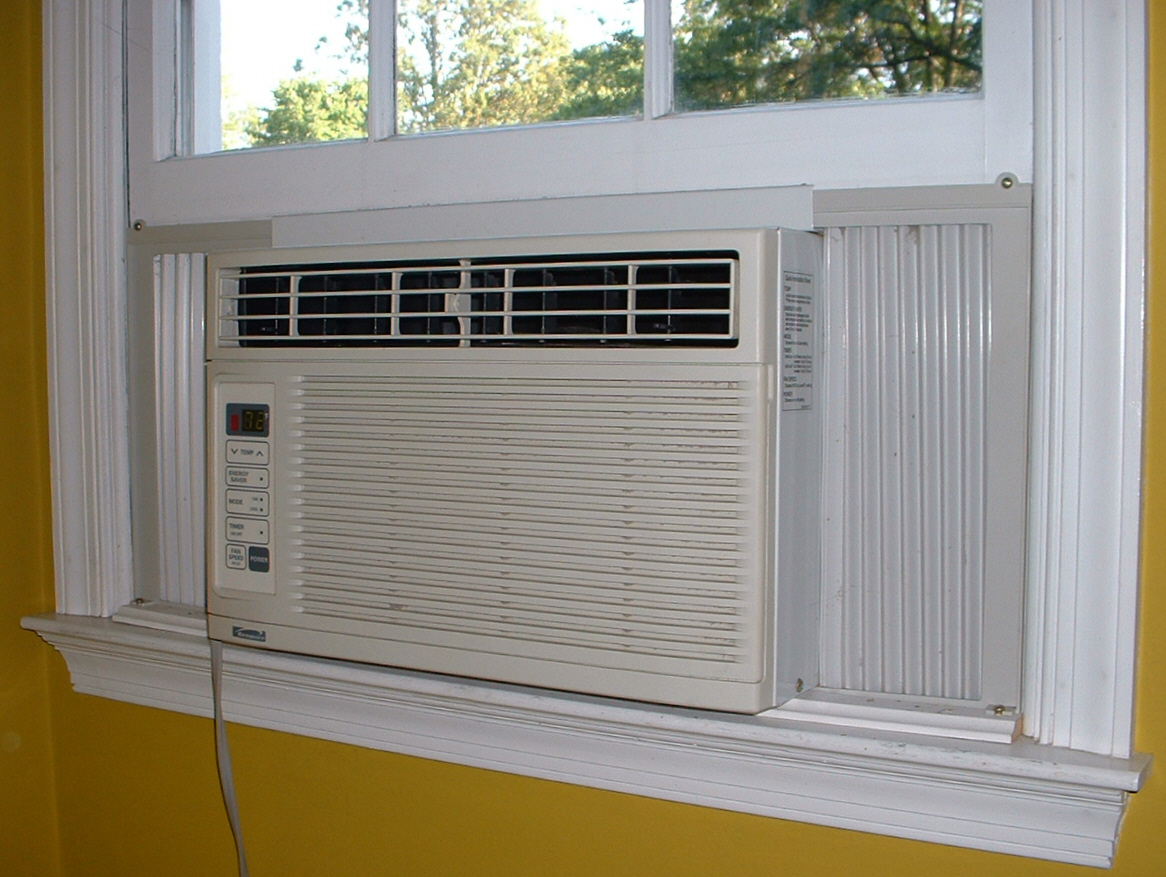
Samostatná klimatizační jednotka

Klimatizace (označované zkratkou AC či A/C z anglického air conditioning [ˈeə kənˌdišəniŋ]) je zařízení pro úpravu teploty vzduchu uvnitř budov a dopravních prostředků. Jeho hlavní funkcí je snížení či zvýšení teploty a vlhkosti vzduchu, na rozdíl od ventilace (vzduchotechniky), jejíž hlavní funkcí je výměna vzduchu za čerstvý nasávaný z exteriéru.
Hlavní částí klimatizace je kompresor, který uvádí chladivo do pohybu. Další částí je tepelný výměník (kondenzátor, výparník), ve kterém je ochlazován vzduch k dosažení požadované teploty a odváděna ochlazováním kondenzující vlhkost. Další částí je expanzní prvek (kapilára, tryska, expanzní ventil či elektronický expanzní ventil), který ovládá nástřik chladiva do výparníku. Ostatní části klimatizace: čtyřcestný ventil, filtrdehydrátor, sběrač chladiva, odhlučovač kapalného chladiva, tlakové přístroje na ochranu chladicího zařízení. Klimatizace má dvě části: venkovní jednotku a vnitřní jednotku, mezi sebou jsou propojeny měděným potrubím a elektrickým vedením. Využití: domovní klimatizace a autoklimatizace může být propojena s ventilací, například v malém prostoru automobilu, nebo na ní může být nezávislá, například při klimatizování velkého množství tepla produkovaného serverovnami.
V Evropě se klimatizace užívá také pro průmyslové účely, v chirurgických sálech, inkubátorech, v laboratořích, ve výpočetních střediscích (serverovnách) a v nákupních centrech. V USA je klimatizace podstatně rozšířenější. V teplých tropických a subtropických oblastech světa (zejména kolem rovníku, resp. v okolí obou obratníků) jsou klimatizovány všechny typy budov i dopravních prostředků prakticky neustále. Toto platí pouze v bohatých zemích, neboť klimatizace je energeticky i materiálově nákladná.
Klimatizační zařízení se vyskytuje například již ve Vinohradské tržnici z počátku 20. století, první rozsáhlejší moderní zařízení v Československu bylo instalováno v budově Elektrických podniků a budově pensijního ústavu (dnes Dům odborových svazů) v letech 1932–1934 v Praze.
Podle údajů OSN je na světě v provozu přibližně 3,6 miliardy klimatizací (2020).

## Historie
Prvky principu klimatizace se objevily již ve starověkých civilizacích. Např. bohatí Římané měli své domy jednou zdí spojené s akvaduktem, který je ochlazoval. Za otce principu klimatizace v moderním pojetí je považován britský vědec Michael Faraday, který v roce 1820 zjistil, že stlačený amoniak (NH3) v kapalném stavu dokáže chladit, pokud je postupně vypouštěno. Za skutečného vynálezce klimatizace je považován americký inženýr Willis Carrier, který instaloval 17. července 1902 první klimatizační systém. Tato klimatizace byla instalována v americkém New Yorku v tiskárně Sackett-Wilhelm, která si jej objednala, jelikož měla velké problémy s usycháním barev a mačkáním papíru kvůli vysoké teplotě a vlhkosti vzduchu. Carrierova klimatizace pracovala na principu vzduchu hnaného kolem trubek se studenou vodou. Tím docházelo ke srážení vodních par na těchto trubkách, čímž se ochlazoval okolní prostor.

## Kritika

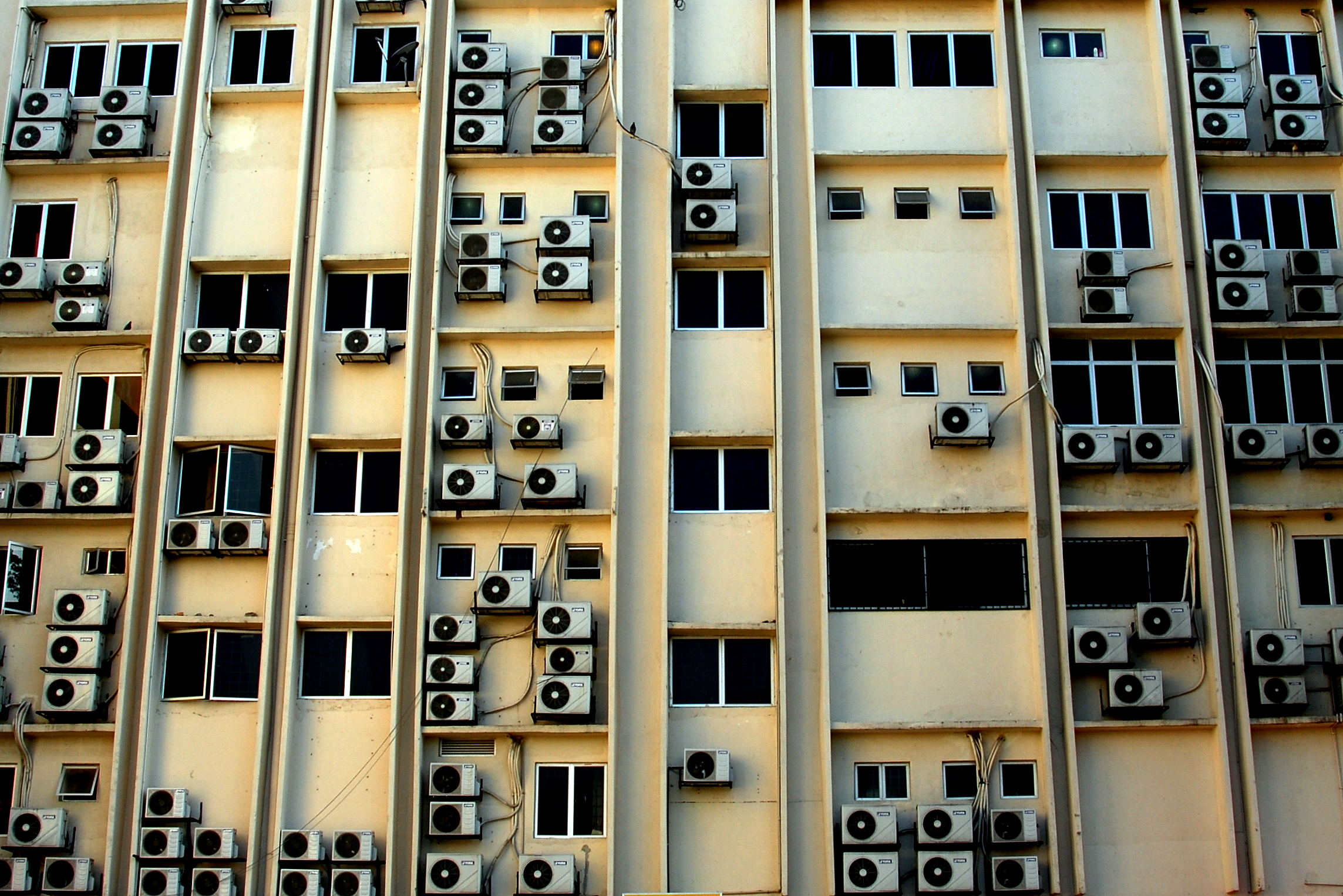
Klimatizace na domě v Kuala Lumpuru

K roku 2018 má klimatizaci přibližně 8 % lidí z 2,8 miliard obyvatel nejteplejších oblastí planety, což je přibližně 1,6 miliard klimatizačních jednotek. I přesto jsou tato zařízení velkou zátěží pro elektrické sítě měst a životní prostředí. V teplých oblastech klimatizace představují v odběrových špičkách až 70 % celkové spotřeby elektřiny.
Klimatizace se v městech podílí na vytváření horkého vzduchu, ohřívá své blízké okolí, prohlubují problém městských tepelných ostrovů. Lidem, kteří si klimatizace nemohou dovolit, klimatizace zhoršují životní podmínky. Za rok 2016 vypouštěly všechny klimatizace skrz svou spotřebu do ovzduší 100 milionů tun oxidu uhličitého.
Zařízení klimatizací sice chladí uvnitř, při procesu vytváření ale vznikne více tepla než chladu. Někteří odborníci namísto klimatizací prosazují tradiční řešení jako stínění, příčné provětrávání nebo noční chlazení.

## Zdravotní rizika
Možnost vysychání očí vedoucí k jejich pálení, bolesti hlavy, zatuhlých krčních svalů, vysušené kůže, angíny, nachlazení krku, zhoršení astmatu a podobně vlivem cirkulujícího vzduchu nastaveného mnohdy na extrémně nízké teploty oproti vnějšímu prostředí. Zásadním opatřením je dodržení stanoveného rozdílu mezi teplotou interiéru a venkovní teplotou. Dále špatnou údržbou klimatizačních zařízení může dojít k přemnožení a rozšíření choroboplodných mikroorganismů, zejména pak Legionelly (původce legionářské nemoci).
Ovšem pokud je prováděn pravidelný servis jednotky, lze se rizikům šíření mikroorganizmů zcela vyhnout. Naopak klimatizační jednotky, včetně filtrace, zvlhčovače, apod. bývají s výhodou používány v místech se zvýšenými nároky na čisté a hypoalergenní prostředí jako jsou operační sály, nemocniční prostředí atd.

## Princip

Typická bytová klimatizační jednotka

Schéma chladicího okruhu klimatizace:
1. kondenzátor 2. kapilára (expanzní ventil) 3. výparník 4. kompresor

Klimatizační zařízení pro vytvoření tepelné pohody v místnosti využívá několika fyzikálních principů, konkrétně pak:
1. komprese (stlačování plynů)
2. kondenzace (zkapalnění plynů)
3. vypařování

V 1. fázi jsou páry chladicí látky přivedeny do kompresoru, kde jsou stlačovány (a důsledkem stlačování i zahřívány).
Ve 2. fázi je chladicí médium o vysoké teplotě a tlaku přivedeno do výměníku – kondenzátoru, kde je ochlazováno okolním vzduchem (médium kondenzuje). Uvolněné teplo je odváděno do venkovního prostoru ventilátorem.
Ve 3. fázi je kapalina transportována přes kapiláru nebo expanzní ventil, za kterým se prudce sníží tlak, a tím i teplota. Médium pokračuje do dalšího výměníku – výparníku. Kapalina se začne odpařovat a dále ohřívat, čímž odebírá teplo z prostoru výparníku, zpravidla ochlazované místnosti. Pro distribuci studeného vzduchu do místnosti slouží ventilátor, který je umístěn u výparníku. Poté je chladivo v plynném skupenství přiváděno do kompresoru a cyklus se opakuje.

### Vytápění
Moderní klimatizační jednotky nejenom chladí, ale v zimě mohou fungovat i jako topení. Kromě toho pomáhají při snižování vlhkosti vzduchu, což brání vzniku plísní. Klimatizace umožňuje pracovat i v opačném režimu – vytápěcím. Z jednotky se stane tepelné čerpadlo, kdy se odpadní teplo přivádí zpět do místnosti. Z kondenzátoru se stává výparník a z výparníku kondenzátor. Vnější jednotka je tak ochlazována a vnitřní naopak topí. Tohoto způsobu ohřevu vzduchu v místnosti se v podmínkách ČR i Evropy využívá minimálně, ve větší míře pak v období jara, podzimu a velmi mírné zimy (při teplotách nad cca 4 °C).
Nízké rozšíření je dáno především konzervativním přístupem k vytápění a rovněž i všeobecným chybným předpokladem, že klimatizace je energeticky i ekonomicky neefektivní a že nedokáže topit v mrazech. Moderní klimatizace střední cenové kategorie běžně topí do −15 °C při zachování vysoké efektivity (tzn. vysokého COP). Tyto mají COP srovnatelný s tepelnými čerpadly vzduch–voda, ovšem při násobně nižší pořizovací ceně.
Rozšíření tohoto způsobu vytápění napomáhají zejména budovy s nízkou potřebou energie na vytápění buď v podobě nástěnné jednotky (u domů s otevřenou dispozicí), nebo jednotky zabudované do systému řízeného větrání. Nevýhodou tohoto způsobu vytápění je produkce hluku ve vnitřním a vnějším prostoru (např. uvnitř 32 dB) a dále potřeba topit téměř nepřetržitě na stejnou teplotu po celý den pro dosažení dobrých provozně-ekonomických výsledků (např. při snižování teploty vzduchu během nepřítomnosti obyvatel domu se snižuje COP a roste hluk, protože jednotka pracuje krátkodobě na vysoký výkon, při kterém produkuje více hluku a je méně efektivní).

### Chladicí médium
Chladicí médium je tekutina, která proudí skrz zařízení, aby ho ochránila před přehřátím a přenášela teplo produkované tímto zařízením do jiného zařízení, kde se využije nebo rozptýlí. Ideální médium má velkou tepelnou kapacitu, nízkou viskozitu, je levné, chemicky inertní, nehořlavé a nezpůsobuje ani nepodporuje korozi chladicího systému. Některé aplikace navíc vyžadují, aby bylo chladicí médium elektrickým izolantem.
Typ chladicího média se liší od použití pro konkrétní aplikaci. Běžnými chladivy jsou amoniak, CO2, fluorovodíky a fluoruhlovodíky (HFC). Použití chladiv na bázi freonů (CFC) je na základě Vídeňské úmluvy na ochranu ozonové vrstvy a Montrealského protokolu regulováno a postupně vylučováno.

## Druhy klimatizačních zařízení

### Zdravotně hygienická (komfortní)
Vytvářejí optimální stav mikroklimatu pro pobyt lidí (jedná se o příjemné subjektivní pocity ale hlavně o optimální hygienické podmínky).
Použití:
- prostory kulturní a společenské – shromažďování většího počtu lidí (divadla, kina, sály, hotely, banky)
- prostory s velkou vnitřní tepelnou zátěží – rozhlasová a televizní studia, filmové ateliéry
- prostory s velkou vnější tepelnou zátěží – lehké skleněné stavby, kabiny strojů (jeřáby, kombajny) a kabiny velínů
- prostory s velkými požadavky na mikroklima – lázeňské prostory, operační sály, jednotky intenzivní péče
- dopravní prostředky – letadla, vlaky, autobusy, automobily

### Průmyslová (technologická)
Většinou je součástí technologického zařízení. Má vliv na kvalitu výroby, snižování výrobních nákladů nebo přímo podmiňuje funkci strojního parku. Mohou plnit i funkci zdravotně hygienickou.
Použití:
- provozy zpracující navlhavé materiály – textil, papír, tabák, filmy, léky, potraviny
- provozy s potřebou vysoké kvality vzduchu – výroba polovodičů, umělých vláken, léků
- provozy s výpočetní technikou – střediska, sály, učebny

### Speciální
Většinou tam, kde nepracují lidé.
- inkubátory, boxy pro různé zkoušky, speciální výrobní stroje (léky)

## Systémy klimatizačních zařízení

### Vzduchové
Nositelem tepla je vzduch, jehož úprava se provádí mimo klimatizovaný prostor ve strojovně.
- nízkotlaké
  - s centrální strojovnou
  - vícenásobné
  - vícezónové
- vysokotlaké
  - jednokanálové
  - dvoukanálové
  - s kontaktním nebo proměnným množstvím protékajícího vzduchu

### Vodní
Nositelem tepla je voda. Využívají ventilátorové konvektory (parapetní jednotky).

### Kombinované
Systémy voda–vzduch.
- vysokotlaké – část tepelného výkonu se do klimatizace dodává pomocí výměníku.

### Klimatizační jednotky
Jsou umístěny v jednotlivých místnostech v potřebném počtu tak, aby zajistily požadované hodnoty.

### Peltierův článek
Peltierův článek

### HVAC
V odborné literatuře se pro obor klimatizačních systémů, který je zpravidla komplexnější, než pouhé chlazení vzduchu, používá zkratka HVAC (z anglického Heating, ventilation and air conditioning), volně přeloženo „Topení, větrání a klimatizace“.